# Neoplatyura fidelis
Neoplatyura fidelis är en tvåvingeart som först beskrevs av Edwards 1929.  Neoplatyura fidelis ingår i släktet Neoplatyura och familjen platthornsmyggor. Inga underarter finns listade i Catalogue of Life.